# Ołeksandr Ipatow
Ołeksandr Ipatow, ukr. Олександр Ипатов (ur. 16 lipca 1993 we Lwowie) – ukraiński szachista, reprezentant Hiszpanii od 2009, a od 2012 – Turcji, arcymistrz od 2011 roku.

## Kariera szachowa
W szachy gra od 4. roku życia. Czterokrotnie zdobył srebrne medale mistrzostw Ukrainy juniorów, w latach 2003 (w kategorii do 10 lat), 2007 (do 14 lat) oraz 2008 (do 16 i 20 lat). Był również wielokrotnym uczestnikiem mistrzostw świata i Europy juniorów w różnych kategoriach wiekowych, dwukrotnie zdobywając medale w kategorii do mistrza świata juniorów do 20 lat: złoty (Ateny 2012) oraz srebrny (Kocaeli 2013).
Jeden z pierwszych sukcesów na arenie międzynarodowej odniósł w 2008 r. w Le Mans, dzieląc I m. (wspólnie z m.in. Miodragiem Todorceviciem) w otwartym turnieju Open du Mans. W 2009 r. zwyciężył (wspólnie z m.in. Alexandrem Fierem) w Sabadell. Pierwszą normę na tytuł arcymistrza wypełnił w 2010 r. w Moskwie (turniej Moscow Open), natomiast dwie kolejne – w 2011 r. w Cappelle-la-Grande (dz. II m. za Grzegorzem Gajewskim, wspólnie z Jurijem Wowkiem i Jewgienijem Szarapowem) oraz Nachiczewanie (dz. II m. za Antonem Korobowem, wspólnie z Zoltanem Almasim, Ivanem Sokolovem i Francisco Vallejo Ponsem). W 2011 r. podzielił również I m. w Retimnie (wspólnie z m.in. Jurijem Kryworuczko, Peterem Prohaszką i Marinem Bosiociciem). W 2012 r. podzielił II m. (za Lu Shanglei, wspólnie z m.in. Draganem Solakiem, Hansem Tikkanenem i Zacharem Jefimienko) w turnieju 1st Grand Europe Open w Złotych Piaskach. W 2013 r. zdobył brązowy medal indywidualnych mistrzostw Turcji, uczestniczył również w rozegranym w Tromsø turnieju o Puchar Świata, w I rundzie przegrywając w Wesleyem So.
Reprezentował Turcję w turniejach drużynowych, m.in.: 
- dwukrotnie na olimpiadach szachowych (w latach 2012, 2014)[5],
- na drużynowych mistrzostwach świata (w roku 2013)[6],
- na drużynowych mistrzostwach Europy (w roku 2013)[7].

Najwyższy ranking w dotychczasowej karierze osiągnął 1 lutego 2018 r., z wynikiem 2665 punktów.